# São Tiago
São Tiago là một đô thị thuộc bang Minas Gerais, Brasil. Đô thị này có diện tích 574,017 km², dân số năm 2007 là 10289 người, mật độ 18,6 người/km².